# ELTE Tanító- és Óvóképző Kar
Az Eötvös Loránd Tudományegyetem Tanító- és Óvóképző Kar (rövidítve: ELTE-TÓK) az ELTE egyik legfiatalabb kara. 2000 január 1-étől az ELTE részeként működik. Elődjei Budai Állami Tanítóképezde és a  Paedagogium.

## Történet
A tanító- és Óvóképző Kar feladat a hatodik iskolaévvel záruló nevelésre felkészítő pedagógusképzéssel szemben támasztott oktatás és kutatás.
Az ELTE Tanító- és Óvóképző Kar jogelődje az 1869-ben Eötvös József kezdeményezésére alapított Budai Állami Tanítóképezde.

## Kari vezetés
| Titulus        | Név                    |
| -------------- | ---------------------- |
| Dékán          | Márkus Éva             |
| Dékánhelyettes | Szabóné Szitányi Judit |
| Dékánhelyettes | Csíkos Csaba           |

### Dékánjai
- Mikonya György
- Márkus Éva (2017–)

## Tanszékek
| Tanszék                           | Tanszékvezető           |
| --------------------------------- | ----------------------- |
| Digitális Pedagógia Tanszék       | Lénárd András           |
| Ének-zenei Tanszék                | Döbrössy János          |
| Idegen Nyelvi és Irodalmi Tanszék | Árva Valéria            |
| Magyar Nyelvi és Irodalmi Tanszék | Bereczkiné Zluszki Anna |
| Matematikai Tanszék               | Szabóné Szitányi Judit  |
| Neveléstudományi tanszék          | Serfőző Mónika          |
| Társadalomtudományi Tanszék       | Lehmann Miklós          |
| Természettudományi Tanszék        | Vitályos Gábor Áron     |
| Testnevelési Tanszék              | Csányi Tamás            |
| Vizuális Nevelési tanszék         | Pataky Gabriella        |

## Oktatás
| Ciklus         | Szakok |
| -------------- | --- |
| Alapképzések   | Tanító szak Óvodapedagógus szak Csecsemő- és kisgyermeknevelő szak                                                         |
| Mesterképzések | Rajz- és vizuáliskultúra-tanár-szak (osztatlan képzés) Rajz- és vizuáliskultúra-tanár szak (rövid ciklusú tanítók részére) |

## Kutatás

### Kutatóközpont

#### Műhelyek
A Kar műhelyei a következők:
- Korai idegennyelvi, nemzetiségi és kétnyelvű fejlesztés, valamint az erre felkészítő pedagógusképzés kutatóműhelye
- A web 2.0 jelenségeinek hatása a 3-12 éves gyermekek nevelésében és oktatásában kutató műhely
- Gyermekkori mentális egészség és jóllét kutatóműhely
- Társadalmi nemek és szexuális nevelés kutatóműhely
- Gyermek- és serdülőkori társas kapcsolatok kutatóműhely
- Családi és intézményes nevelés kutatóműhely
- A mesemondás hagyományai és új útjai
- Gyermekkultúra, játékkultúra, gyermekkorok, művészeti nevelés a mentális egészség összefüggéseiben módszertani és kutatóműhely
- Koragyermekkor-kutatás módszertani műhely
- Fenntarthatóságra nevelés a kisgyermekkorban műhely
- Egészségtudatosságra nevelés kutató- és módszertani műhely
- Digitális kultúra, gondolkodásfejlesztés digitális környezetben kutatóműhely*
- 3612+ vizuális képességek kutatóműhelye / 3612+visualskillslab
- Matematika az alapozó szakaszban kutatóműhely
- Kortárs gyermekirodalom kutatóműhely
- Általános retorikai kutatócsoport

### Kiemelkedő kutatási eredmények
- 2020. október 30-án megjelent Csányi Tamás legújabb publikációja a Frontiers in Public Health folyóiratban.[3][4]

### Ismertebb kutatók
| Idézés  | Kutató                         |
| ------- | ------------------------------ |
| 500-250 | Dr. habil. Csányi Tamás (1981) |
| 250-100 |                                |
| 100-50  |                                |